# بایموو (شهرستان بایماکسکی، باشقیرستان)
بایموو (به لاتین: Baimovo) یک منطقهٔ مسکونی در روسیه است که در باشقیرستان واقع شده‌است.